# 高坂友衣
高坂 友衣（こうさか ゆい、1985年8月28日 - ）は、日本のお笑い芸人、タレントである。かつての所属事務所は太田プロダクション（2023年12月まで）。お笑いコンビ「ばーん」時代は、ユイティ名義でも活動をしていた。結婚以前の本名は髙坂 友衣（結婚後は非公表）。女性。
青森県青森市出身。2022年現在は青森県を中心に活動をしている。

## 来歴
2004年、青森県立青森東高等学校卒業後、埼玉大学進学のために上京。
2005年、幼稚園から同級生だった幼馴染の高田千尋と「ばーん」を正式結成し、本格的にお笑い活動をスタートさせる。その後大学を卒業する。
2016年4月28日、11歳年上の元お笑い芸人（太田プロに所属していたお笑いトリオのメンバー）との結婚を発表。相方の高田だけ青森に帰ったことが結婚のきっかけにもなったという。
2021年3月31日、「ばーん」を解散。家族で青森県に帰郷する。
同年4月、青森市移住PR大使に就任する。
2022年7月11日、第一子を出産したことを報告。
2023年12月いっぱいで、19年間所属した太田プロダクションを退所、その後はフリーで活動。

## 人物
- 身長168cm[7]、血液型B型。
- 趣味はカラオケ、睡眠。
- 好きなタイプは田辺誠一。
- 相方・高田には「おでこが広い」「不細工でダミ声」と、ライブやブログなどで評されている。またスリーサイズについては「乙葉と同じサイズ」と話したことがある。
- コントでは、地元の津軽弁を多用するなどしている。『コンバットII』では『青森の嫁』や『青森テルマ』（青山テルマのパロディ）、『この中だったら…』のコントで選ばれずにキレるキャラクターなどがあった。ただ『コンバットII』ディレクター小仲正重によると「人がいいのでキレ芸は苦手」ということもあり「オイ!」という台詞だけでも10時間練習したことがあったという[8]。
- 自称、エスニックキャラで、獣神サンダー・ライガー似（リスペクト）[9]。
- トルコ人からの唯一のナンパ経験あり。ペルシャ人と交際していたこともある。
- 酒豪。
- 目元が黒木メイサに似ている説がある[10]。
- 芸能人女子フットサルチーム「YOTSUYA CLOVERS」に所属していたが、2008年12月21日の「メルシートゥフェスタ2008アワード」をもって退団。

## 出演

### テレビ
- 知らないアナタは大丈夫!? 発見!ウワサの食卓（フジテレビ）- 2015年10月27日[11]
- ウチのガヤがすみません!（日本テレビ）- 2017年4月4日（この日は高坂のみ、以降コンビ出演もあり）
- 夢はここから生放送ハッピィ（青森朝日放送）-
- 夢はここから深夜放送ラッキー（青森朝日放送）
- 開店！青森ラーメン食堂（青森朝日放送）
- 青森発満腹!うまいもんツアー5（青森朝日放送）

### 映画
- すべては海になる（2010年1月23日公開、東京テアトル）- 芸人 役